# Assises nationales du Sénégal

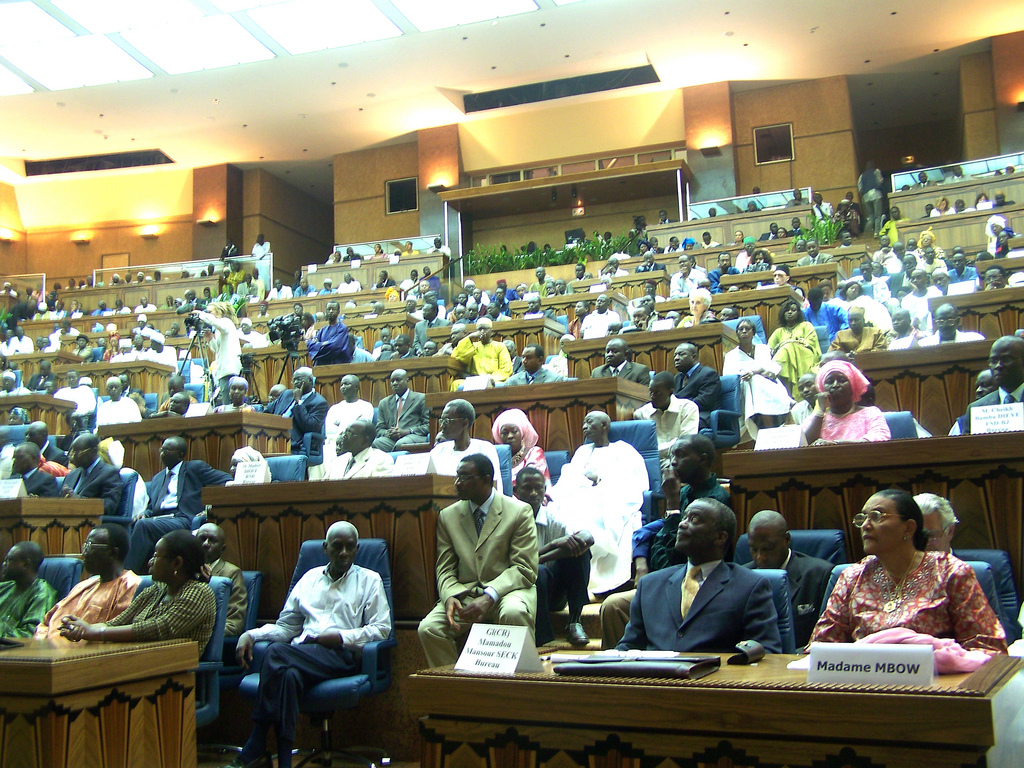
Ouverture officielle à Dakar

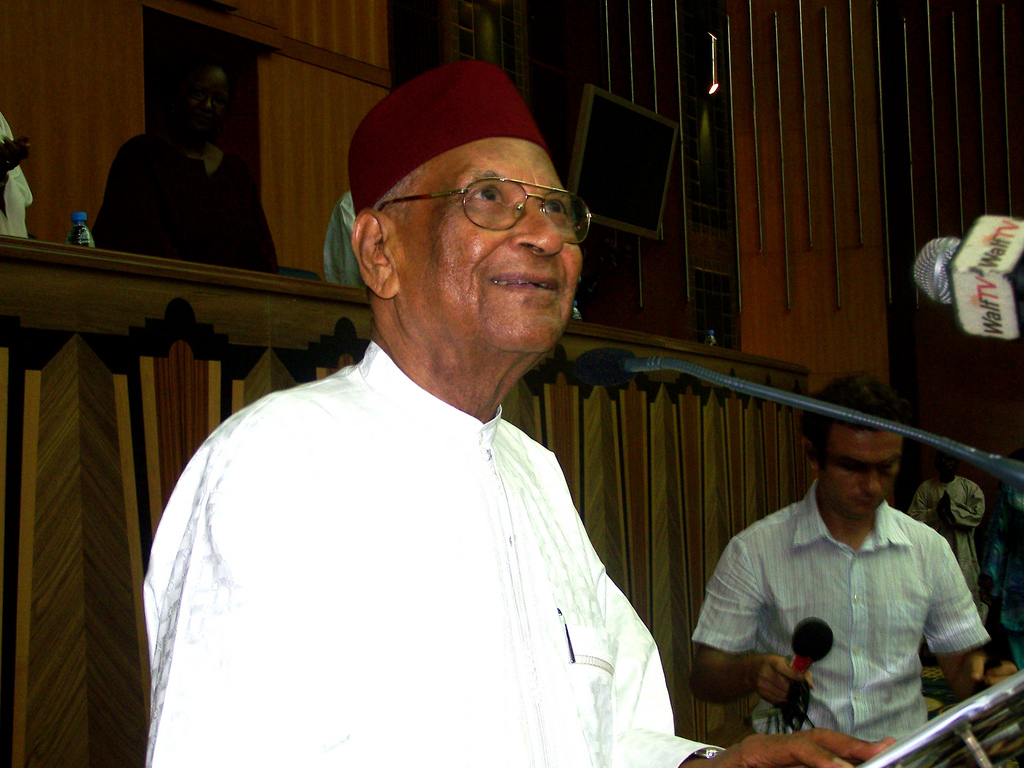
Le Président Amadou-Mahtar M'Bow à la tribune

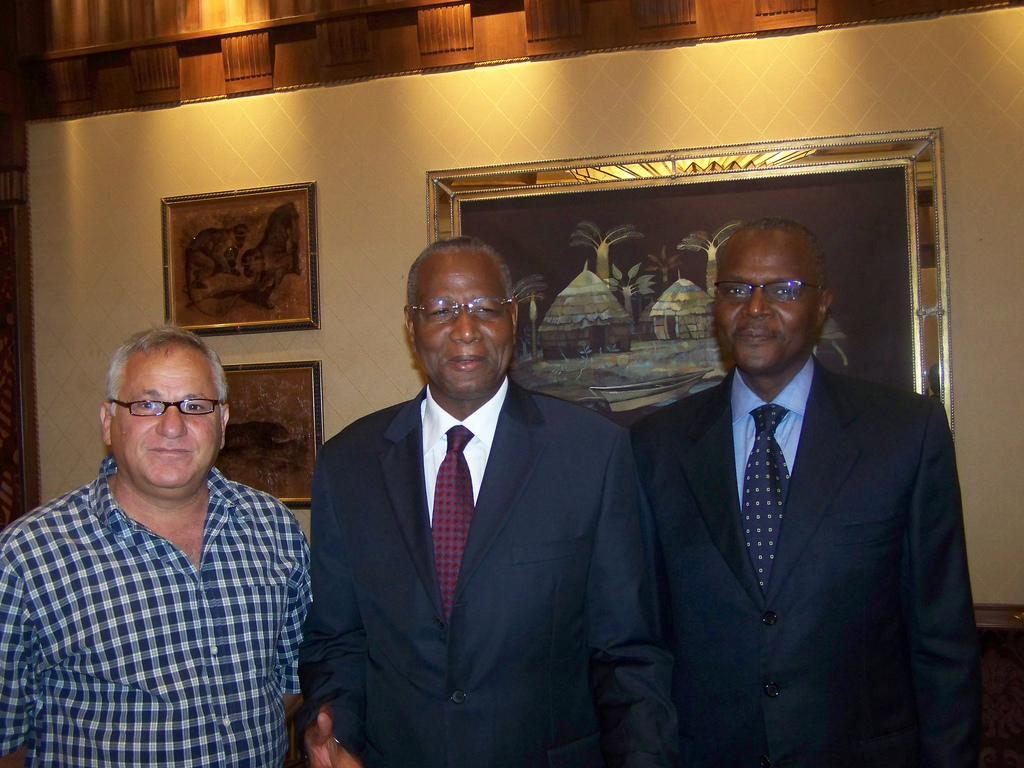
Personnalités de l'opposition : Haïdar El Ali, Abdoulaye Bathily et Ousmane Tanor Dieng

Les assises nationales du Sénégal ont rassemblées, entre le 1er juin 2008 et le 24 mai 2009, plus de 140 acteurs de la vie publique sénégalaise, représentants de partis politiques, de la société civile et personnalités diverses.
Elles ont été lancées à l'initiative du Front Siggil Senegaal (« Sénégal debout » en wolof), un regroupement de forces d'opposition, et présidées par le professeur Amadou-Mahtar M'Bow, ancien directeur général de l'UNESCO. Conviés, les membres de la majorité présidentielle — principalement le Parti démocratique sénégalais autour du président Abdoulaye Wade — ont choisi de ne pas s'y associer.
Pour les organisateurs, il s'agissait de « trouver une solution consensuelle, globale, efficace et durable à la grave crise multidimensionnelle (éthique, politique, économique, sociale et culturelle) qui sévit dans le pays ». À cet effet, « des consultations citoyennes » ont été lancées sur tout le territoire, ainsi qu'à l'étranger (France, États-Unis, Canada). Ces échanges ont permis de dresser un état des lieux complet de la situation politique et socio-économique du Sénégal, à un moment où le dialogue politique se trouvait dans une impasse.
La clôture des assises a été un peu retardée, afin que l'examen des conclusions n'interfère pas avec les élections locales de mars 2009. Officiellement achevées le 24 mai 2009, elles ont abouti à la rédaction d'un rapport de synthèse d'une cinquantaine de pages abordant la plupart des problèmes auquel le pays est confronté (droits de l'homme, corruption, boulimie foncière, etc.) – de fait un bilan assez sombre – et d'une Charte de la gouvernance démocratique qui jette les bases d'un développement durable et se veut un référentiel pour l'avenir.
75 % des fonds recueillis pour financer l'organisation de l'événement — dont le coût total s'est élevé à 109 millions de francs CFA — ont été le fait de contributions individuelles.